# 博爾訥群峰

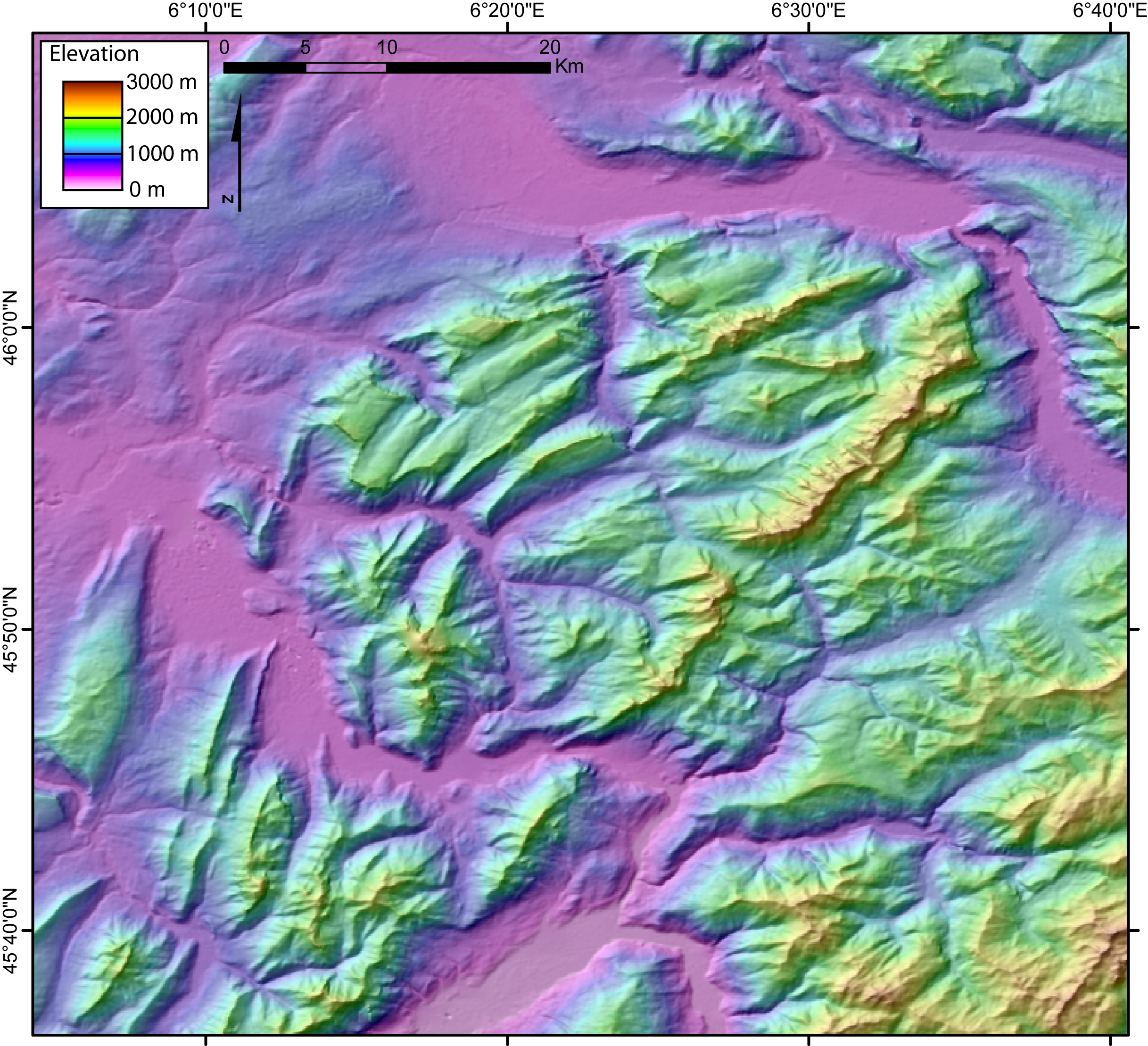

45°59′56″N 6°27′36″E / 45.99889°N 6.46000°E
博爾訥群峰（法語：Massif des Bornes），是法國的山群，位於該國東北部奥弗涅-罗讷-阿尔卑斯大区，由上薩瓦省負責管轄，是冬季運動的熱門地點，最高點海拔高度2,438米。